# 紹爾塔島
43°22′N 16°19′E / 43.37°N 16.31°E

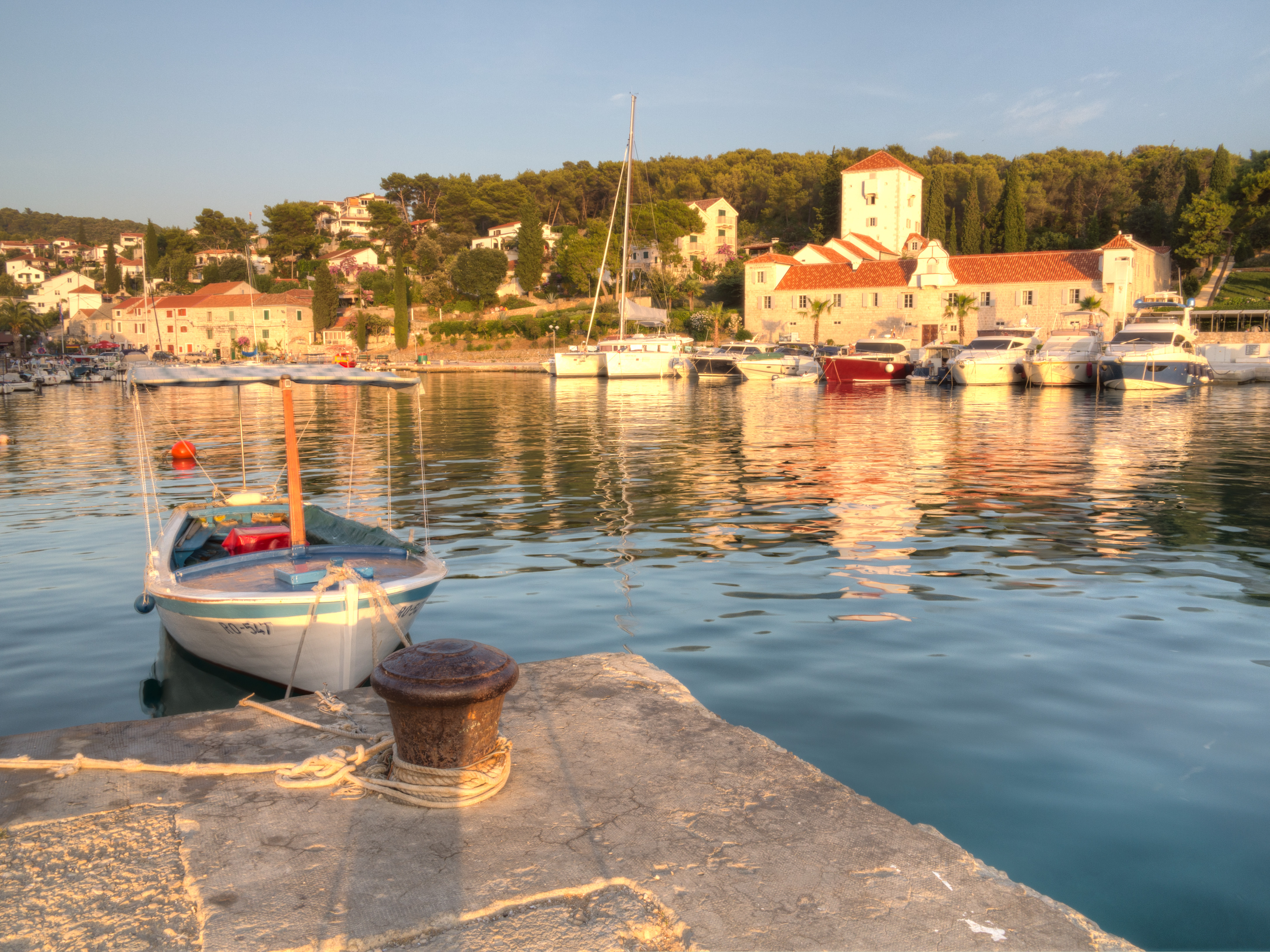

紹爾塔島是克羅地亞的島嶼，位於布拉奇島以西的亞得里亞海，由斯普利特-達爾馬提亞縣負責管轄，長19公里、寬4.9公里，面積58.17平方公里，海拔高度79.45公里，最高點海拔高度238米，2011年人口1,675。

## 外部連結

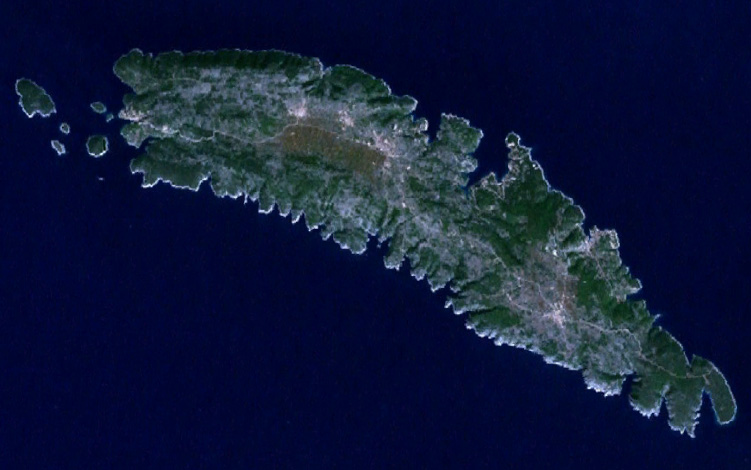
Satellite image of Šolta.

- Tourist office of island Šolta
- Forum of Šolta